# 三保村 (大分県)
三保村（みほむら）は、大分県下毛郡にあった村。現在の中津市の一部にあたる。

## 地理
下毛原台地上に位置していた。

## 歴史
- 1889年（明治22年）4月1日、町村制の施行により、下毛郡福島村、伊藤田村、北原村が合併して村制施行し、三保村が発足[1][2]。旧村名を継承した福島、伊藤田、北原の3大字を編成[2]。
- 1951年（昭和26年）4月1日、中津市に編入され廃止[1][2]。

## 産業
- 農業、養蚕[2]